# Metropolia di Eleftheroupoli

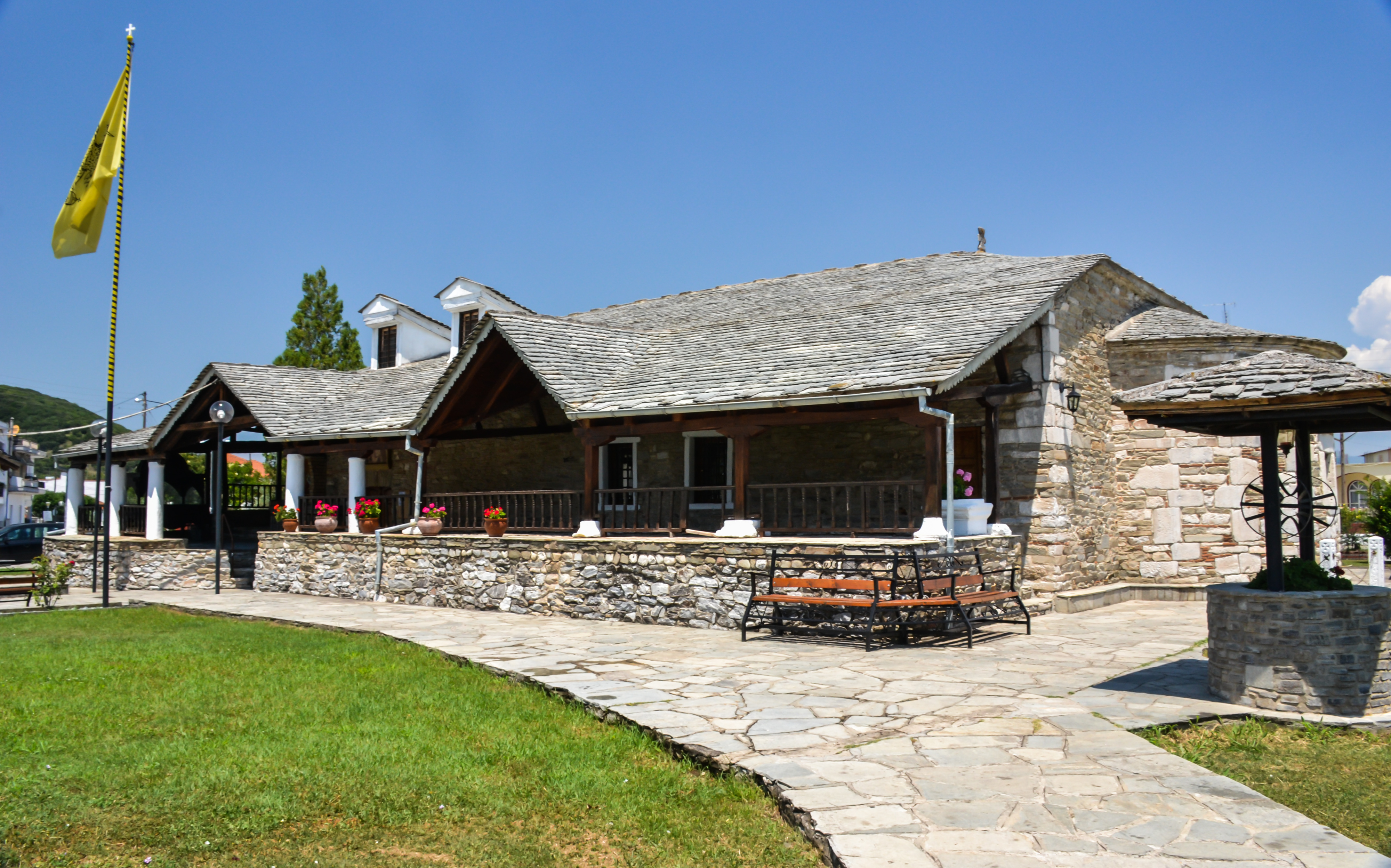
La cattedrale di San Nicola di Eleftheroupoli.

La metropolia di Eleftheroupoli (in greco: Ιερά Μητρόπολις Ελευθερουπόλεως; Ierá Mitrópolīs Eleftheroupoleos) è una diocesi del patriarcato ecumenico di Costantinopoli, pastoralmente affidata alla Chiesa di Grecia, con sede a Eleftheroupoli, in Macedonia, dove si trova la cattedrale di San Nicola.
Dal 26 aprile 2004 il metropolita è Crisostomo Avagianos.

## Territorio
La metropolia si trova nella periferia della Macedonia Orientale e Tracia.
Sede del metropolita è la città di Eleftheroupoli (Pravi fino al 1929), dove si trova la cattedrale di San Nicola.
Il territorio comprende 40 parrocchie, raggrupate in 4 distretti. Nella metropolia si trovano 4 monasteri: San Pantaleone a Chrysokastro, San Demetrio e San Giovanni Battista a Nikísiani, la Dormizione della Vergine a Chortokopi.
Dal punto di vista canonico, la metropolia fa parte del patriarcato ecumenico di Costantinopoli. Tuttavia, trovandosi in territorio greco, la gestione pastorale è affidata alle cure dell'arcivescovo di Atene e della Chiesa di Grecia.

## Storia
Eleftheroupoli trae le sue origini da un'antica diocesi di epoca bizantina, suffraganea dell'arcidiocesi di Filippi. Essa era nota con il nome di Alektoropolis (o Alektryopolis), come attestano le Notitiae Episcopatuum del patriarcato di Costantinopoli, dove la diocesi è attestata con questo nome dal X al XII secolo, e solo agli inizi del XV secolo con il nome di Eleutheropolis. Il primo vescovo noto di questa diocesi è Teodosio, che prese parte al concilio di Costantinopoli dell'879-880, che riabilità il patriarca Fozio. Secondo Pétridès, il cambio del nome fu dovuto al fatto che, dopo la conquista dei Crociati, la sede di Alectoropolis fu denominata Eleutheropolis e questo nome rimase anche nelle fonti greche.
In seguito alla decadenza di Filippi, la diocesi di Eleftheroupoli entrò a far parte della metropolia di Drama. La sede mantenne questo stato fino a febbraio 1889, quando fu elevata al rango di metropolia.
L'odierna città, sede della metropolia, assunse questo nome solo nel 1929, in ricordo dell'antica città bizantina, i cui resti si trovano nei pressi di Nea Peramos (Kavala) e con la quale non deve essere confusa.

## Cronotassi
- Teodosio † (menzionato nell'879/880)[8]
- Giorgio † (XI secolo)[9][10]
- Anonimo † (menzionato nel XIII secolo)
- Nicandro † (prima del 1351)
- Anonimo † (prima del 1391)
- Sofronio † (menzionato nel 1580)
- Damiano † (menzionato nel 1615)
- Partenio † (menzionato nel 1624)
- Gerasimo † (21 gennaio 1766 - settembre 1787)
- Timoteo † (6 settembre 1787 - 29 agosto 1790 eletto vescovo di Bodena)
- Macario † (prima del 1806 - prima di febbraio 1808 deceduto)
- Paisio Valezis † (20 febbraio 1808 - gennaio 1814 eletto vescovo di Vidin)
- Giuseppe Zampelis † (29 aprile 1814 - agosto 1826 eletto metropolita di Bizia e Medea)
- Antimo Gryparis † (ottobre 1826 - 28 marzo 1863 deceduto)
- Melezio † (3 febbraio 1864 - 25 novembre 1867 eletto vescovo di Poliani)
- Neofito Papakonstandinou † (25 novembre 1867 - 19 gennaio 1872 eletto metropolita di Filippopoli)
- Agatangelo † (12 marzo 1872 - 17 luglio 1875 deposto)
- Dionisio Kardaras (o Kyritsis) † (17 luglio 1875 - 2 settembre 1885 eletto metropolita di Xanthi e Periteorio)
- Macario Agathovulos † (16 settembre 1885 - luglio 1888 dimesso)
- Dionisio Kardaras (o Kyritsis) † (23 ottobre 1888 - 2 ottobre 1900 eletto metropolita di Selimbria) (per la seconda volta)
- Panareto Petridis † (10 ottobre 1900 - 14 luglio 1909 eletto metropolta di Gallipoli)
- Germano Sakellaridis † (16 luglio 1909 - 6 luglio 1917 deceduto)
- Costantino Mengrelis † (13 ottobre 1922 - 9 febbraio 1924 eletto metropolta di Serres)
- Emiliano Dangoulas (o Dragoulis) † (13 marzo 1924 - 9 novembre 1927 deceduto)
- Sofronio Stamoulis † (19 novembre 1927 - 1958 dimesso)
- Ambrogio Nikolaou † (22 settembre 1958 - 27 luglio 1984 deceduto)
- Evdokimos Kokkinakis † (6 ottobre 1984 - 31 agosto 2003 deceduto)
- Crisostomo Avagianos, dal 26 aprile 2004